# Arizona Bill
Arizona Bill è un cortometraggio del 1911 diretto da Pat Hartigan.
Prodotto dalla Kalem Company e interpretato da Jack Conway e Ruth Roland (un'attrice specializzata il serial e in film d'azione), il western uscì nelle sale il 25 settembre 1911.

## Produzione
Il film, prodotto dalla Kalem Company, fu girato in California, a Santa Monica.

## Distribuzione
Distribuito dalla General Film Company, il film - un cortometraggio in una bobina - uscì nelle sale statunitensi il 25 settembre 1911.